# Атанас Попкостов
Атанас Попкостов Чилев е български революционер, деец на Вътрешната македоно-одринска революционна организация.

## Биография
Атанас Попкостов е роден в 1873 година в Мехомия, Османската империя, в семейството на Костадин Чилев. Учи в родния си град. Става член на ВМОРО. През Илинденско-Преображенското въстание Попкостов е член на въстаническия щаб в Мехомия. Пробива османската обсада и се присъединява към четите, сражаващи се над Годлево. Преселва се в Чепино, Пещерско, след въстанието, където умира в 1912 година.